# Naja ashei
Naja ashei là một loài rắn trong họ Rắn hổ. Loài này được Wüster & Broadley mô tả khoa học đầu tiên năm 2007.